# Martian Child - Un bambino da amare
Martian Child - Un bambino da amare (Martian Child) è un film del 2007 diretto da Menno Meyjes.
È tratto dal racconto Il bambino marziano (The Martian Child) di David Gerrold, vincitore dei premi Hugo, Locus e Nebula assegnati nel 1995.

## Trama
David Gordon è un famoso autore di fantascienza rimasto vedovo da due anni proprio mentre lui e la moglie stavano cercando di adottare un bambino. Dopo un momento di esitazione, decide comunque di adottare Dennis, un bambino di 6 anni che dice di essere un alieno proveniente da Marte e che per questo si protegge dal sole, indossa abiti pesanti per contrastare la debole gravità della terra, mangia solo Lucky Charms e si mette spesso a testa in giù per facilitare la sua circolazione. Il bambino dice di essere venuto sulla terra con lo scopo di conoscere il pianeta e i suoi abitanti e per questo fotografa e ruba cose da catalogare e passa il tempo a consultare un ambiguo dispositivo giocattolo con luci lampeggianti che produce parole inintelligibili.
David riesce comunque ad instaurare un rapporto con il bambino e cerca di farlo inserire nella società facendogli frequentare la scuola locale ma Dennis viene presto espulso per aver rubato degli oggetti per la sua collezione. Anche David inizia ad avere difficoltà creative poiché non riesce ad avere mai tempo per scrivere il sequel del suo romanzo già commissionato e non crede che Dennis sia di Marte come invece crede fermamente sua sorella Liz; la cosa crea infatti rabbia e dolore.
David incontra ad una festa la sua editrice, Tina, e la informa che non farà il romanzo prefissato ma un altro, ispirato a Dennis, che si intitolerà "Il bambino marziano". Tina non è d'accordo con la decisione di David e i due litigano.
Al suo ritorno a casa David scopre che Dennis è sparito. Dopo una ricerca, David trova Dennis nel punto in cui il bambino aveva raccontato di essere stato trovato, ovvero la cupola del tetto del museo; con sé il bambino ha la sua valigetta con i suoi manufatti terreni e vede la luce di un mezzo arrivare in zona; Dennis gli dice che quelli sono i suoi esseri che sono venuti a prenderlo ma David lo rassicura dicendo che in realtà è solo un elicottero e gli promette amore e che non lo lascerà mai. Il bambino si rassegna e abbraccia David rimanendo con lui,  mentre Tina inizia a leggere il romanzo di David sulla storia di Dennis che provoca in lei una forte commozione.

## Riconoscimenti
- 2008 - Young Artist Award
  - Nomination Miglior film commedia o drammatico per la famiglia
  - Nomination Miglior attore giovane 10 anni o meno a Bobby Coleman